# Gloria the Tour
Gloria the Tour (estilizado como GLORIA the tour) fue la tercera gira de conciertos principal del cantautor inglés Sam Smith, en apoyo de su cuarto álbum de estudio Gloria (2023).  La gira comenzó el 12 de abril de 2023 en el Sheffield Arena de Sheffield, Inglaterra,   y concluyó el 11 de noviembre de 2023 en el Spark Arena de Auckland, Nueva Zelanda.  Presentando un concierto en tres actos (llamados, respectivamente, «LOVE», «Beauty» y «SEX»),  la gira consta de 4 etapas, en Europa, América del Norte, Asia y Oceanía, y un total de 75 espectáculos. 

## Lista de canciones
Esta lista de canciones es del concierto en Sheffield el 12 de abril de 2023. Puede que no represente a todos los conciertos de la duración de la gira.
1. «Stay with Me»
2. «I'm Not the Only One»
3. «Like I Can»
4. «Nirvana»
5. «Too Good at Goodbyes»
6. «To Die For»
7. «Perfect»
8. «How Do You Sleep?»
9. «Dancing with a Stranger»
10. «Kissing You» (Des'ree cover)
11. «Lay Me Down»
12. «Love Goes»
13. «Gimme»
14. «Lose You»
15. «Promises»
16. «I'm Not Here to Make Friends»
17. «Latch»
18. «I Feel Love»
19. «Restart»
Encore
20. «Gloria»
21. «Human Nature» (Madonna cover)

## Shows
| Fecha (2023)      | Ciudad           | País           | Sede                              | Actos de apertura | Asistencia      | Ingresos   |
| Europa            | Europa           | Europa         | Europa                            | Europa            | Europa          | Europa     |
| ----------------- | ---------------- | -------------- | --------------------------------- | ----------------- | --------------- | ---------- |
| 12 de abril       | Sheffield        | Inglaterra     | Sheffield Arena                   | Cat Burns         | 8,714 / 12,457  | $571,924   |
| 14 de abril       | Dublin           | Irlanda        | 3Arena                            | Cat Burns         | 21,317 / 21,317 | $1,548,185 |
| 15 de abril       | Dublin           | Irlanda        | 3Arena                            | Cat Burns         | 21,317 / 21,317 | $1,548,185 |
| 18 de abril       | London           | Inglaterra     | The O2 Arena                      | Cat Burns         | 28,382 / 33,330 | $2,349,251 |
| 19 de abril       | London           | Inglaterra     | The O2 Arena                      | Cat Burns         | 28,382 / 33,330 | $2,349,251 |
| 29 de abril       | Copenhagen       | Dinamarca      | Royal Arena                       | Cat Burns         | —               | —          |
| 1 de mayo         | Berlin           | Alemania       | Mercedes-Benz Arena               | Cat Burns         | —               | —          |
| 4 de mayo         | Stockholm        | Suecia         | Avicii Arena                      | Cat Burns         | —               | —          |
| 6 de mayo         | Oslo             | Noruega        | Oslo Spektrum                     | Cat Burns         | —               | —          |
| 8 de mayo         | Cologne          | Alemania       | Lanxess Arena                     | Cat Burns         | 15,893 / 15,893 | $1,304,386 |
| 9 de mayo         | Amsterdam        | Países Bajos   | Ziggo Dome                        | Cat Burns         | —               | —          |
| 12 de mayo        | Antwerp          | Bélgica        | Sportpaleis                       | Cat Burns         | —               | —          |
| 13 de mayo        | Paris            | Francia        | Accor Arena                       | Cat Burns         | —               | —          |
| 16 de mayo        | Zürich           | Suiza          | Hallenstadion                     | Cat Burns         | 13,546 / 13,546 | $1,330,839 |
| 18 de mayo        | Vienna           | Austria        | Wiener Stadthalle                 | Cat Burns         | —               | —          |
| 20 de mayo        | Bologna          | Italia         | Unipol Arena                      | Cat Burns         | —               | —          |
| 21 de mayo        | Turin            | Italia         | Pala Alpitour                     | Cat Burns         | —               | —          |
| 5 de julio        | Montreux         | Suiza          | Auditorium Stravinski             | Pip Millett       | —               | —          |
| 7 de julio        | Madrid           | España         | Nuevo Espacio                     |                   | —               | —          |
| 8 de julio        | Algés            | Portugal       | Passeio Marítimo                  |                   | —               | —          |
| 10 de julio       | Nîmes            | Francia        | Arena of Nîmes                    |                   | —               | —          |
| 14 de julio       | Pori             | Finlandia      | Kirjurinluoto                     |                   | —               | —          |
| 15 de julio       | Riga             | Letonia        | Lucavsala                         |                   | —               | —          |
| América del Norte |                  |                |                                   |                   |                 |            |
| 25 de julio       | Miami            | Estados Unidos | Kaseya Center                     | Jessie Reyez      | —               | —          |
| 26 de julio       | Orlando          | Estados Unidos | Amway Center                      | Jessie Reyez      | —               | —          |
| 28 de julio       | Duluth           | Estados Unidos | Gas South Arena                   | Jessie Reyez      | —               | —          |
| 29 de julio       | Nashville        | Estados Unidos | Bridgestone Arena                 | Jessie Reyez      | 11,405 / 12,102 | $743,231   |
| 1 de agosto       | Raleigh          | Estados Unidos | PNC Arena                         | Jessie Reyez      | —               | —          |
| 2 de agosto       | Philadelphia     | Estados Unidos | Wells Fargo Center                | Jessie Reyez      | —               | —          |
| 4 de agosto       | Washington, D.C. | Estados Unidos | Capital One Arena                 | Umi               | 10,984 / 15,959 | $988,838   |
| 5 de agosto       | Boston           | Estados Unidos | TD Garden                         | Jessie Reyez      | –               | —          |
| 8 de agosto       | New York City    | Estados Unidos | Madison Square Garden             | Jessie Reyez      | 26,174 / 26,174 | $2,164,843 |
| 9 de agosto       | New York City    | Estados Unidos | Madison Square Garden             | Jessie Reyez      | 26,174 / 26,174 | $2,164,843 |
| 11 de agosto      | Toronto          | Canadá         | Scotiabank Arena                  | Jessie Reyez      | 12,492 / 12,492 | $1,080,636 |
| 12 de agosto      | Montreal         | Canadá         | Centre Bell                       | Jessie Reyez      | 13,549 / 13,549 | $954,790   |
| 15 de agosto      | Chicago          | Estados Unidos | United Center                     | Jessie Reyez      | 11,329 / 11,329 | $1,178,830 |
| 16 de agosto      | Saint Paul       | Estados Unidos | Xcel Energy Center                | Jessie Reyez      | —               | —          |
| 18 de agosto      | Denver           | Estados Unidos | Ball Arena                        | Jessie Reyez      | —               | —          |
| 19 de agosto      | Salt Lake City   | Estados Unidos | Delta Center                      | Jessie Reyez      | —               | —          |
| 22 de agosto      | Vancouver        | Canadá         | Rogers Arena                      | Jessie Reyez      | 11,654 / 11,654 | $901,018   |
| 23 de agosto      | Seattle          | Estados Unidos | Climate Pledge Arena              | Jessie Reyez      | 11,359 / 11,993 | $962,627   |
| 25 de agosto      | Portland         | Estados Unidos | Veterans Memorial Coliseum        | Jessie Reyez      | 6,779 / 8,226   | $555,931   |
| 27 de agosto      | Oakland          | Estados Unidos | Oakland Arena                     | Jessie Reyez      | 9,778 / 10,000  | $1,004,136 |
| 28 de agosto      | San Francisco    | Estados Unidos | Chase Center                      | Jessie Reyez      | 9,476 / 10,000  | $922,536   |
| 31 de agosto      | Inglewood        | Estados Unidos | Kia Forum                         | Jessie Reyez      | —               | —          |
| 1 de septiembre   | Inglewood        | Estados Unidos | Kia Forum                         | Jessie Reyez      | —               | —          |
| 3 de septiembre   | Phoenix          | Estados Unidos | Footprint Center                  | Jessie Reyez      | 10,385 / 11,663 | $854,048   |
| 5 de septiembre   | Austin           | Estados Unidos | Moody Center                      | Jessie Reyez      | 9,796 / 10,912  | $774,124   |
| 7 de septiembre   | Fort Worth       | Estados Unidos | Dickies Arena                     | Jessie Reyez      | 9,890 / 11,640  | $677,913   |
| 8 de septiembre   | Houston          | Estados Unidos | Toyota Center                     | Jessie Reyez      | 8,442 / 10,851  | $602,553   |
| 11 de septiembre  | Monterrey        | Mexico         | Arena Monterrey                   | Jessie Reyez      | 21,468 / 21,468 | $2,350,230 |
| 12 de septiembre  | Monterrey        | Mexico         | Arena Monterrey                   | Jessie Reyez      | 21,468 / 21,468 | $2,350,230 |
| 14 de septiembre  | Ciudad de México | Mexico         | Palacio de los Deportes           | Jessie Reyez      | 36,659 / 36,659 | $3,246,346 |
| 15 de septiembre  | Ciudad de México | Mexico         | Palacio de los Deportes           | Jessie Reyez      | 36,659 / 36,659 | $3,246,346 |
| Asia              |                  |                |                                   |                   |                 |            |
| 3 de octubre      | Bangkok          | Tailandia      | IMPACT Arena                      | —                 | —               | —          |
| 6 de octubre      | Hong Kong        | Hong Kong      | AsiaWorld–Arena                   | —                 | —               | —          |
| 9 de octubre      | Taipéi           | Taiwan         | Taipei Arena                      | —                 | —               | —          |
| 11 de octubre     | Osaka            | Japón          | Osaka Municipal Central Gymnasium | —                 | —               | —          |
| 13 de octubre     | Yokohama         | Japón          | K-Arena Yokohama                  | —                 | —               | —          |
| 17 de octubre     | Seúl             | Corea del Sur  | Olympic Gymnastics Arena          | —                 | —               | —          |
| 18 de octubre     | Seúl             | Corea del Sur  | Olympic Gymnastics Arena          | —                 | —               | —          |
| 21 de octubre     | Pásay            | Filipinas      | Mall of Asia Arena                | —                 | —               | —          |
| 24 de octubre     | Singapur         | Singapur       | Singapore Indoor Stadium          | —                 | —               | —          |
| Oceanía           |                  |                |                                   |                   |                 |            |
| 28 de octubre     | Adelaída         | Australia      | Adelaide Entertainment Centre     | Meg Mac           | 8,587 / 8,587   | $686,525   |
| 31 de octubre     | Melbourne        | Australia      | Rod Laver Arena                   | Meg Mac           | 25,195 / 25,195 | $1,966,333 |
| 1 de noviembre    | Melbourne        | Australia      | Rod Laver Arena                   | Meg Mac           | 25,195 / 25,195 | $1,966,333 |
| 3 de noviembre    | Sídney           | Australia      | Qudos Bank Arena                  | Meg Mac           | 27,314 / 27,314 | $2,099,014 |
| 4 de noviembre    | Sídney           | Australia      | Qudos Bank Arena                  | Meg Mac           | 27,314 / 27,314 | $2,099,014 |
| 8 de noviembre    | Brisbane         | Australia      | Brisbane Entertainment Centre     | Meg Mac           | 10,601 / 10,601 | $820,766   |
| 11 de noviembre   | Auckland         | Nueva Zelanda  | Spark Arena                       | Meg Mac           | 10,671 / 10,671 | $776,585   |

### Conciertos cancelados
| Fecha (2023)  | Ciudad     | País       | Sede                | Causa                                                         |
| ------------- | ---------- | ---------- | ------------------- | ------------------------------------------------------------- |
| 24 de mayo    | Manchester | Inglaterra | AO Arena            | Problemas con las cuerdas vocales después de cuatro canciones |
| 25 de mayo    | Glasgow    | Escocia    | OVO Hydro           | Lesión de las cuerdas vocales                                 |
| 27 de mayo    | Birmingham | Inglaterra | Resorts World Arena | Lesión de las cuerdas vocales                                 |
| 1 de junio    | Tel Aviv   | Israel     | HaYarkon Park       | Dificultades logísticas y técnicas                            |
| 3 de junio    | Warsaw     | Polonia    | Służewiec Racetrack | Enfermedad                                                    |
| 4 de junio    | Bucharest  | Rumania    | Piața Constituției  | Sin razón                                                     |
| 14 de octubre | Yokohama   | Japón      | K-Arena Yokohama    | Enfermedad                                                    |